# Talk (Better Call Saul)
«Talk» es el cuarto episodio de la cuarta temporada de la serie dramática de televisión estadounidense Better Call Saul, serie derivada de Breaking Bad. Escrita por Heather Marion y dirigida por John Shiban, "Talk" se emitió en AMC en los Estados Unidos el 27 de agosto de 2018. Fuera de los Estados Unidos, el episodio se estrenó en el servicio de transmisión Netflix en varios países.

## Trama

### Apertura
En un flashback, Mike vierte hormigón para una cochera y permite que su hijo pequeño Matty escriba su nombre en él. Se revela que Mike está discutiendo sobre Matty en una sesión de terapia grupal con Stacey y termina diciendo "Querías que hablara. Hablé".

### Historia principal
A Jimmy le ofrecen un puesto de gerente en una tienda de teléfonos celulares. Inicialmente se niega, pero cuando Kim sugiere que vea a un terapeuta, acepta. La tienda ve poco tráfico y Jimmy se aburre. Ira le paga a Jimmy su parte de la venta de la estatuilla de Hummel robada y se ofrece a robar de nuevo. Ira dice que usa un teléfono nuevo para cada trabajo, por lo que la mejor manera de comunicarse con él es a través del Dr. Caldera. Jimmy se inspira para revender teléfonos de pago por uso en la calle. Kim pasa el día en la sala del tribunal del juez Munsinger. Durante un receso, le advierte que si la vuelve a ver, le asignará trabajo pro bono. Cuando Munsinger regresa al banquillo, Kim sigue allí.
Como parte del encubrimiento del ataque falso a Nacho y Arturo Colón, Víctor vende la parte de las drogas de los Salamanca a la banda de Los Espinosa. Después de que Nacho les avisa, los primos asaltan a los Espinosa, matan a la mayoría de ellos y recuperan las drogas, luego regresan a México para evitar a la policía. Nacho reconoce que Gus Fring ahora puede expandir su territorio de drogas, pero aún no ve el alcance completo de su plan. Nacho convence a su padre para que lo deje quedarse con él mientras se recupera de sus heridas.
Mike le dice a Anita que Henry, otro miembro de su grupo de apoyo, miente sobre su pasado y afirma falsamente que su esposa murió. En la siguiente reunión, que se mostró en la apertura, Stacey dice que pudo pasar la mayor parte del día sin pensar en Matt, lo que provocó que Mike confrontara a Henry. Habiendo sido expuesto, Henry se va sin decir palabra. Mike luego condena al grupo por estar tan absortos en sí mismos que no pudieron ver a través de las falsedades de Henry.
Después de realizar otra inspección del sitio de Madrigal,  Mike se encuentra con Gus, quien finge enojo porque Mike no le dijo que Nacho tenía la intención de matar a Héctor Salamanca. Mike señala que anteriormente solo prometió no matar a Héctor. Mike supone que Gus tiene otro motivo para la reunión y pide detalles sobre "el trabajo" que Gus quiere que se haga.

## Producción
El episodio fue dirigido por John Shiban, su tercer crédito como director de la serie. Shiban fue escritor y productor durante la segunda y tercera temporada de Breaking Bad.

## Recepción
"Talk" recibió elogios de la crítica, y muchos críticos elogiaron la actuación de Jonathan Banks en el episodio. En Rotten Tomatoes, obtuvo una calificación perfecta del 100 % con una puntuación promedio de 7.93/10 basada en 13 reseñas. El consenso del sitio dice: "Los sentimientos feos cobran gran importancia en 'Talk', una entrega que logra sentar las bases para futuros episodios sin perder su propio dominio dramático".

### Ratings
"Talk" fue visto por 1,53 millones de espectadores en su primera emisión, obteniendo un índice de audiencia de 0,4 entre los espectadores de entre 18 y 49 años.

### Elogios
Este episodio fue nominado a dos premios Primetime Emmy; Larry Benjamin, Kevin Valentine y Phillip W. Palmer fueron nominados a Mejor mezcla de sonido para una serie de comedia o drama, mientras que Kurt Nicholas Forshager, Kathryn Madsen, Mark Cookson, Matt Temple, Jane Boegel-Koch, Jason Newman, Jeff Cranford y Gregg Barbanell fueron nominados a Mejor edición de sonido para una serie de comedia o drama.